# Hercule Poirot indaga
Hercule Poirot indaga (titolo orig. Poirot Investigates) è una collezione di racconti avente per protagonista il detective belga Hercule Poirot, scritta da Agatha Christie e pubblicata nel marzo del 1924. Negli undici racconti, il famoso ed eccentrico investigatore risolve una teoria di casi che coinvolgono l'avidità, la gelosia e la vendetta. 
La versione USA del libro, pubblicata nel 1925, contiene tre racconti in più. La prima edizione inglese conteneva sulla sovraccoperta un'illustrazione di Poirot di W. Smithson Broadhead, ripresa da un'immagine uscita il 21 marzo 1923 su The Sketch magazine.

## Edizioni italiane
- Hercule Poirot indaga, traduzione di Lidia Lax, Tutti i racconti di Agatha Christie vol. 1, Milano, Arnoldo Mondadori Editore, 1981. - Collana Oscar n.2130 (Oscar Gialli n.195), Mondadori, 1989; I Classici del Giallo Mondadori n.702, 21 dicembre 1993; Collana Oscar Narrativa n.1456 (Oscar Scrittori del Novecento), Mondadori, 1995; Edizione illustrata e annotata, Collezione Agatha Christie, Milano, CDE, 1999; Collana Oscar Gialli, Mondadori, 2019, ISBN 978-88-047-0464-5.